# Ivan Šantek
Ivan Šantek (Zágráb, 1932. április 23. – Zágráb, 2015. április 14.) olimpiai ezüstérmes horvát labdarúgó.
A jugoszláv válogatott tagjaként részt vett az 1956. évi nyári olimpiai játékokon és az 1958-as világbajnokságon.

## Sikerei, díjai
Dinamo Zagreb
- Jugoszláv bajnok (1): 1957–58
- Jugoszláv kupa (2): 1959–60, 1962–63

Jugoszlávia
- Olimpiai ezüstérmes (1): 1956